# Монтефелчино (Пезаро и Урбино)
Монтефелчино (итал. Montefelcino) је насеље у Италији у округу Пезаро и Урбино, региону Марке.
Према процени из 2011. у насељу је живело 320 становника. Насеље се налази на надморској висини од 256 м.

## Становништво
| 1931. | 1936. | 1951. | 1961. | 1971. | 1981. | 1991. | 2001. | 2011. |
| ----- | ----- | ----- | ----- | ----- | ----- | ----- | ----- | ----- |
| 3.600 | 3.827 | 3.957 | 3.401 | 2.672 | 2.657 | 2.531 | 2.569 | 2.726 |